# Walter Skinner
Walter Sergei Skinner is een personage uit de Amerikaanse televisieserie The X-Files.

## Biografie
Skinner is een marinier en Vietnamoorlog veteraan voordat hij bij de FBI terechtkwam. Daar groeide hij door tot de functie Assistant Director.